# Parafia św. Stanisława Biskupa Męczennika w Siedlcach
Parafia św. Stanisława BM – rzymskokatolicka parafia należąca do dekanatu siedleckiego diecezji siedleckiej.

## Historia
Parafia erygowana została w roku 1532 (najstarsza parafia w Siedlcach). Sama świątynia jest murowana; wybudowana w latach 1740–1749 staraniem Kazimierza i Izabeli z Morsztynów Czartoryskiej w stylu barokowym z elementami neoklasycyzmu.

## Zasięg parafii
Ulice: Wł. Andersa, Aleksandrowska, M. Asłanowicza (część), S. Asza, Bpa Ignacego Świrskiego (część), ks. St. Brzóski, H. Dąbrowskiego, J. Długosza, Geodetów, Esperanto, Floriańska (część), Glogera, Kazimierzowska, J. Kilińskiego (część), St. Konarskiego, M. Kopernika, T. Kościuszki, św. Królowej Jadwigi, Młynarska (część), A. Mickiewicza, G. Narutowicza, Nauczycielska, Ogińskich, Ogrodowa (część), E. Orzeszkowej, J. Piłsudskiego (część), księcia J. Poniatowskiego, Polna, Północna (część), Próżna, B. Prusa (część), Wł. Rawicza, M. Reja, Sądowa, H. Sienkiewicza (część), Śniadeckich, Starowiejska (część), Teatralna, R. Traugutta, Wiatraczna, Wiśniowa, prym. kard. St. Wyszyńskiego (część).